# Leif Nylander
Leif Christer Nylander, född 1954, är en svensk konteramiral och var till 2013 chef för Försvarsmaktens materielproduktion. I denna befattning var han Försvarsmaktens högste företrädare gentemot försvarsindustrin. Nylander var delaktig i Försvarsmaktens nya materielförsörjningsstrategi, vilken går ut på att Försvarsmakten i större utsträckning skall köpa redan befintlig försvarsmateriel istället för att satsa på nyutveckling. Ett av projekten där tillvägagångssättet blivit ifrågasatt, är utvecklingen av nya stridsfordon till Försvarsmakten. 2014 gick han i pension från Försvarsmakten.
Nylander invaldes i Kungliga Örlogsmannasällskapet 1996 med nummer 1269  och var dess ordförande 2005–2010. 

## Utmärkelser
- Kungliga Örlogsmannasällskapets förtjänstmedalj i guld (2010)[5]